# Campeonato de División Intermedia 1913 (Argentina)
El Campeonato de División Intermedia 1913 fue el decimoquinto torneo de segunda categoría organizado por la Asociación Argentina de Football, el tercero bajo la denominación División Intermedia. De manera disidente, se disputó el Campeonato de División Intermedia 1913 de la FAF.
El certamen sufrió una fuerte reestructuración para esta temporada. Los equipos que iban a disputar el torneo fueron promovidos a Primera División, entre ellos Boca Juniors, siendo la temporada anterior la última que disputaría en una categoría de ascenso. Incluso fue promovido Banfield, que iba a ascender al certamen como campeón de la Segunda División, siendo la primera vez que un club de la tercera categoría accedía directamente a Primera División. Debido a esto, el certamen incorporó 26 nuevos participantes.
El certamen consagró campeón por primera vez en su historia al Club Atlético Huracán, tras vencer en la final por 3 a 1 al Club de Gimnasia y Esgrima de Flores, y obtuvo el ascenso para participar por primera vez en Primera División.

## Ascensos y descensos
| Pos | Ascendidos a Primera División 1913 |
| --- | ---------------------------------- |
| 1.º | Ferro Carril Oeste                 |

| Equipos descendidos en la temporada 1912 |
| ---------------------------------------- |
| No hubo                                  |

### Promovidos y afiliados
| Pos   | Promovidos de la División Intermedia 1912 |
| ----- | ----------------------------------------- |
| Prom. | Boca Juniors                              |
| Prom. | Comercio                                  |
| Prom. | Estudiantil Porteño                       |
| Prom. | Ferrocarril Gran Sud                      |
| Prom. | Olivos                                    |
| Prom. | Platense                                  |
| Prom. | Riachuelo                                 |

| Pos | Promovidos de la Segunda División 1912 |
| --- | -------------------------------------- |
| 1º  | Banfield                               |

| Pos  | Incorporados de la Segunda División 1912 |
| ---- | ---------------------------------------- |
| Inc. | Huracán                                  |
| Inc. | Unión Excursionistas                     |

| Afiliados                                   |
| ------------------------------------------- |
| Veinticuatro (24) equipos fueron afiliados. |

De esta forma, el número de equipos participantes aumentó a 26.

## Sistema de disputa
Los participantes se dividieron en 3 secciones: 2 secciones de 9 equipos y 1 sección de 8 equipos. El mejor de cada sección accedió a la Fase final.
Fase final

## Sección 1
| Pos | Equipo                         | Pts       | PJ        | G         | E         | P         | GF        | GC        | DG        |
| --- | ------------------------------ | --------- | --------- | --------- | --------- | --------- | --------- | --------- | --------- |
| 1°  | Huracán                        | 25        | 14        | 12        | 1         | 1         | 78        | 11        | 67        |
| —   | Bernal                         | Sin datos | Sin datos | Sin datos | Sin datos | Sin datos | Sin datos | Sin datos | Sin datos |
| —   | Boca Alumni                    | Sin datos | Sin datos | Sin datos | Sin datos | Sin datos | Sin datos | Sin datos | Sin datos |
| —   | Independiente de La Plata (II) | Sin datos | Sin datos | Sin datos | Sin datos | Sin datos | Sin datos | Sin datos | Sin datos |
| —   | Libertarios Unidos             | Sin datos | Sin datos | Sin datos | Sin datos | Sin datos | Sin datos | Sin datos | Sin datos |
| —   | Temperley Juniors              | Sin datos | Sin datos | Sin datos | Sin datos | Sin datos | Sin datos | Sin datos | Sin datos |
| —   | Villa Ballester                | Sin datos | Sin datos | Sin datos | Sin datos | Sin datos | Sin datos | Sin datos | Sin datos |
| —   | Villa Calzada                  | Sin datos | Sin datos | Sin datos | Sin datos | Sin datos | Sin datos | Sin datos | Sin datos |
| —   | Estudiantes de Belgrano        | Sin datos | Sin datos | Sin datos | Sin datos | Sin datos | Sin datos | Sin datos | Sin datos |

## Sección 2
| Pos | Equipo                    | Pts       | PJ        | G         | E         | P         | GF        | GC        | DG        |
| --- | ------------------------- | --------- | --------- | --------- | --------- | --------- | --------- | --------- | --------- |
| 1°  | Gimnasia y Esgrima (F)    | Sin datos | Sin datos | Sin datos | Sin datos | Sin datos | Sin datos | Sin datos | Sin datos |
| —   | Argentino de Lomas        | Sin datos | Sin datos | Sin datos | Sin datos | Sin datos | Sin datos | Sin datos | Sin datos |
| —   | Barracas Central          | Sin datos | Sin datos | Sin datos | Sin datos | Sin datos | Sin datos | Sin datos | Sin datos |
| —   | Cámara Mercantil          | Sin datos | Sin datos | Sin datos | Sin datos | Sin datos | Sin datos | Sin datos | Sin datos |
| —   | Independiente de La Plata | Sin datos | Sin datos | Sin datos | Sin datos | Sin datos | Sin datos | Sin datos | Sin datos |
| —   | Manchester United         | Sin datos | Sin datos | Sin datos | Sin datos | Sin datos | Sin datos | Sin datos | Sin datos |
| —   | Progresista               | Sin datos | Sin datos | Sin datos | Sin datos | Sin datos | Sin datos | Sin datos | Sin datos |
| —   | Villa Calzada (II)        | Sin datos | Sin datos | Sin datos | Sin datos | Sin datos | Sin datos | Sin datos | Sin datos |

## Sección 3
| Pos | Equipo               | Pts       | PJ        | G         | E         | P         | GF        | GC        | DG        |
| --- | -------------------- | --------- | --------- | --------- | --------- | --------- | --------- | --------- | --------- |
| 1°  | Argentino del Sud    | Sin datos | Sin datos | Sin datos | Sin datos | Sin datos | Sin datos | Sin datos | Sin datos |
| —   | Angloargentino       | Sin datos | Sin datos | Sin datos | Sin datos | Sin datos | Sin datos | Sin datos | Sin datos |
| —   | Barracas Juniors     | Sin datos | Sin datos | Sin datos | Sin datos | Sin datos | Sin datos | Sin datos | Sin datos |
| —   | Caseros              | Sin datos | Sin datos | Sin datos | Sin datos | Sin datos | Sin datos | Sin datos | Sin datos |
| —   | Estudiantes Juniors  | Sin datos | Sin datos | Sin datos | Sin datos | Sin datos | Sin datos | Sin datos | Sin datos |
| —   | Ferro Carril Central | Sin datos | Sin datos | Sin datos | Sin datos | Sin datos | Sin datos | Sin datos | Sin datos |
| —   | Liberal Argentino    | Sin datos | Sin datos | Sin datos | Sin datos | Sin datos | Sin datos | Sin datos | Sin datos |
| —   | Martínez             | Sin datos | Sin datos | Sin datos | Sin datos | Sin datos | Sin datos | Sin datos | Sin datos |
| —   | Unión Excursionistas | Sin datos | Sin datos | Sin datos | Sin datos | Sin datos | Sin datos | Sin datos | Sin datos |

## Fase final
|  | Semifinales | Semifinales            | Semifinales |                        |   | Final | Final | Final |  |
|  |             |                        |             |                        |   |       |       |       |  |
|  |             |                        |             |                        |   |       |       |       |  |
|  |             |                        |             |                        |   |       |       |       |  |
|  |             |                        |             |                        |   |       |       |       |  |
|  |             |                        |             |                        |   |       |       |       |  |
|  |             | 1                      | Huracán     | 3                      |   |       |       |       |  |
|  |             |                        |             | 3                      |   |       |       |       |  |
|  |             |                        |             | Gimnasia y Esgrima (F) | 1 |       |       |       |  |
|  | 2           | Gimnasia y Esgrima (F) |             | Gimnasia y Esgrima (F) | 1 |       |       |       |  |
|  | 2           | Gimnasia y Esgrima (F) |             |                        |   |       |       |       |  |
|  | 3           | Argentino del Sud      |             |                        |   |       |       |       |  |
|  | 3           | Argentino del Sud      |             |                        |   |       |       |       |  |
|  |             |                        |             |                        |   |       |       |       |  |

### Final
| 25 de diciembre de 1913 | Huracán                                                                                                  | 3:1(0:1) | Gimnasia y Esgrima (F) | Estadio de Racing, Avellaneda |                      |
|                         | Berni Alberti J. González Chiarante Bassadone Martínez Dellisola Laurenzano Brana Salvarredi A. González | Reporte  |                        | Árbitro(s): Bergalli          | Árbitro(s): Bergalli |

|                             |
|                             |
| Campeón Huracán 1.er título |

## Copa Campeonato
La Copa Campeonato de División Intermedia fue disputada por el ganador del Campeonato de División Intermedia y por el ganador del Torneo de Reservas de la Primera División.
| 28 de diciembre de 1913 | Ferro Carril Oeste (II) | 1:1 (t. s.) | Huracán | Estadio de Racing, Avellaneda |  |
|                         | Anotado                 | Reporte     | Brana   |                               |  |

| 4 de enero de 1914 | Ferro Carril Oeste (II) | 2:0 (1:0) | Huracán | Estadio de Racing, Avellaneda |  |
|                    | Pini 12' 63'            | Reporte   |         |                               |  |

|                                             |
|                                             |
| Campeón Ferro Carril Oeste (II) 1.er título |

## Relegados
Boca Alumni, Unión Excursionistas y Villa Calzada decidieron ser relegados a Segunda División para 1914. Mientras que otros 9 equipos fueron desafiliados de la Segunda Liga, aunque luego Martínez se incorporaría a Segunda División.